# Fritz Timann
Fritz Timann (* 23. Januar 1848 in Neustadt (Dosse); † 1931) war ein preußischer Generalarzt mit dem Rang eines Generalmajors.

## Leben
Timann war Sohn des Kaufmanns Eduard Friedrich Timann († 1862). Er besuchte Gymnasien in Neuruppin und Berlin. Nach dem Abitur studierte er vom 20. Oktober 1867 bis zum 15. Februar 1872 am Medicinisch-chirurgischen Friedrich-Wilhelms-Institut Medizin. 1868 schloss er sich dem Pépinière-Corps Franconia an.
In die Preußische Armee war er am 2. August 1870 als Feld-Assistenzarzt beim II. Armee-Korps eingetreten. Er nahm am Deutsch-Französischen Krieg 1870/71 teil. Mit einer Doktorarbeit über das Kindbettfieber wurde er am 24. August 1872 an der Friedrich-Wilhelms-Universität zu Berlin mit der Dissertation Die thrombophlebitische Form des Puerperalfiebers zum Dr. med. promoviert. 1873 wurde er bei der Korpsartillerie des Hessischen Feldartillerie-Regiments Nr. 11 zum Assistenzarzt befördert. Er diente ab 1874 als Assistenzarzt 2. Klasse und ab 1876 als Oberarzt im 2. Garde-Dragoner-Regiment in Berlin. 1880 war er als Stabsarzt am Friedrich-Wilhelms-Institut. Im Dreikaiserjahr 1888 kam er als Stabs- und Bataillonsarzt vom Füsilier-Bataillon des Kaiser Alexander Garde-Grenadier-Regiments Nr. 1 als Oberstabsarzt und Regimentsarzt zum Leib-Garde-Husaren-Regiment nach Potsdam. 1896 wurde er als Divisionsarzt zur 3. Division versetzt. Ab 1898 war er als Generalarzt beim VIII. Armee-Korps in Koblenz. 1903 wurde er Korpsarzt beim XIV. Armee-Korps und erhielt in dieser Eigenschaft den Stern zum Kommandeurkreuz II. Klasse des Ordens vom Zähringer Löwen. Am 29. Mai 1906 erfolgte seine Versetzung als Inspekteur der 4. Sanitäts-Inspektion nach Straßburg.
In Genehmigung seines Abschiedsgesuches wurde Timann am 18. Oktober 1908 mit der gesetzlichen Pension und der Erlaubnis zum Tragen seiner bisherigen Uniform zur z. D. gestellt. Nach seiner Verabschiedung würdigte ihn Wilhelm II. im November 1908 durch die Verleihung des Sterns zum Roten Adlerorden II. Klasse mit Eichenlaub.
Von 1915 bis zu seinem Tod 1931 war er Zwingherr der Gesetzlosen Gesellschaft zu Berlin, welcher er seit 1909 angehörte.
Verheiratet war Timann seit dem 24. Mai 1880 mit Katharina Grüttner, mit der er sechs Kinder hatte.

## Auszeichnungen (Auswahl)
Bis 1892 hatte er u. a. bereits folgende Auszeichnungen erhalten:
- Königlicher Kronen-Orden (Preußen) 3. Klasse
- Ritter des Königlichen Hausordens von Hohenzollern (1888)[10]
- Orden Heinrichs des Löwen, Ritterkreuz 2. Klasse
- Hausorden der Wendischen Krone, Ritterkreuz
- Orden der Eisernen Krone 3. Klasse
- Franz-Joseph-Orden, Ritterkreuz
- Sankt-Stanislaus-Orden 2. Klasse

## Schriften
- Der Sanitätsdienst auf dem Schlachtfelde. R. Eisenschmidt, 1901.